# Gloomy Grim
Gloomy Grim je finská black metalová kapela založená v roce 1995 ve městě Helsinki.
V roce 1998 vyšlo první studiové album s názvem Blood, Monsters, Darkness.

## Diskografie

### Demo nahrávky
- Fuck the World, Kill the Jehova! (1996)[1]
- Friendship Is Friendship, War Is War! (1997)[1]
- Grimoire (2014)

### Studiová alba
- Blood, Monsters, Darkness (1998)
- Life? (2000)
- Written in Blood (2001)
- The Grand Hammering (2004)
- Under the Spell of the Unlight (2008)
- The Age of Aquarius (2016)

### EP
- Tapetum Lucidum (2007)

### Kompilace
- Reborn Through Hate (1998)
- Fuck the World, War Is War! (2017)